# Recensement de l'Inde de 2011
Le 15e recensement de la population en Inde de 2011  s'est déroulé en deux phases : la liste des maisons et le dénombrement de la population. La phase d'inventaire des maisons débute le 1er avril 2010 et consiste à recueillir des informations sur tous les bâtiments. Des informations pour le Registre national de la population (NPR) ont également été collectées au cours de la première phase, qui seront utilisées pour délivrer un numéro d'identification unique à 12 chiffres à tous les résidents indiens enregistrés par l'Aadhaar Unique Identification Authority of India - (UIDAI). La deuxième phase de dénombrement de la population est conduite entre le 9 et le 28 février 2011 Le recensement est effectué en Inde depuis 1872 et 2011 marque la première collecte d'informations biométriques. Selon ce recensement, la population indienne est passée à 1,21 milliard d'habitants, avec une croissance décennale de 17,70 %. Le taux d'alphabétisation des adultes est passé à 74,04 %, avec une croissance décennale de 9,21 %. La devise du recensement était « Notre recensement, notre avenir ».
Réparti sur 29 États et 7 territoires de l'Union, le recensement a couvert 640 districts, 5 924 sous-districts, 7 935 villes et plus de 600 000 villages. Au total, 2,7 millions d'agents ont visité les ménages dans 7 935 villes et 600 000 villages, classant la population selon le sexe, la religion, l'éducation et la profession. Le coût de ce recensement est d'environ 2 200 crore ₹ (310 millions de dollars US) - ce qui revient à moins de 0,50 $ par personne, bien en deçà de la moyenne mondiale estimée à 4,60 $ par personne. Réalisé tous les 10 ans, ce recensement a dû faire face à de grands défis compte tenu de la vaste superficie de l'Inde et de la diversité de ses cultures, ainsi qu'à l'opposition de la main-d'œuvre concernée.
Les informations sur les castes ont été incluses dans le recensement, à la suite des demandes de plusieurs dirigeants de la coalition au pouvoir, dont Laloo Prasad Yadav et Mulayam Singh Yadav, soutenus par les partis d'opposition Bharatiya Janata Party, Shiromani Akali Dal, Shiv Sena et All India Anna Dravida Munnetra Kazhagam. Les informations sur les castes ont été collectées, pour la dernière fois, pendant le Raj britannique, en 1931. Au cours des premiers recensements, les gens exagéraient souvent leur statut de caste pour obtenir un statut social et on s'attend à ce que les gens le dévalorisent maintenant dans l'espoir d'obtenir des avantages gouvernementaux.
Auparavant, il y avait des spéculations sur le fait qu'un recensement basé sur les castes serait mené en 2011, la première fois depuis 80 ans, pour trouver la population exacte des autres classes défavorisées (OBC) en Inde,,,. Cette hypothèse est acceptée par la suite et le recensement socio-économique et des castes de 2011 est réalisé, dont les premières conclusions sont révélées le 3 juillet 2015 par le ministre des Finances de l'Union, Arun Jaitley. Le rapport de la Commission Mandal de 1980 indique une population d'OBC de 52%, bien que l'enquête de l'Organisation nationale d'enquête par sondage (NSSO), de 2006, indique une population d'OBC de 41%.
Il n'existe qu'un seul exemple de comptage des castes dans l'Inde de l'après-indépendance. Il a été mené au Kerala en 1968 par le gouvernement communiste dirigé par E. M. S. Namboodiripad (en) afin d'évaluer le retard social et économique de diverses castes inférieures. Le recensement a été appelé Socio-Economic Survey of 1968 et les résultats ont été publiés dans le Gazetteer of Kerala, 1971.